# Carl Rudolf Bernadotte Nordenstam
Carl Rudolf Bernadotte Nordenstam (* 26. April 1863 in Örebro, Schweden; † 30. August 1942 in Oslo) war ein schwedisch-norwegischer Zauberkünstler.

## Leben
Carl Rudolf Bernadotte Nordenstam war ein Sohn des schwedischen Königs Karl XV. (1826–1872) und einer Frau mit Nachnamen Nordenstam, wahrscheinlich Olga Nordenstams (1844–1870). Zunächst auf den Namen Carl Rudolf Nordenstam getauft, durfte er später auch den königlichen Namen Bernadotte führen, nachdem sein Onkel Oscar II. dem zugestimmt hatte. Von der Zauberkunst fasziniert war er seit einem Besuch bei seinem Vater im königlichen Schloss in Stockholm, wo er einem Ballettmeister zuschauen durfte, der eine Münze verschwinden lassen konnte. Nachdem Nordenstam Theologie und Medizin studiert hatte, wanderte er 1904 nach Norwegen aus. Ab 1929 war er Mitglied des magischen Zirkels von Norwegen, 1938 gab er seine Abschiedsvorstellung. 
Nordenstam pflegte Manipulation und Redekunst zu kombinieren. Am Schluss seines Programms produzierte er jeweils eine große Flagge.
Carl Rudolf Bernadotte Nordenstam galt als der größte Zauberkünstler seiner Zeit in Norwegen. Er trat auch in anderen europäischen Ländern auf, unter anderem vor dem deutschen Kaiser. Seine Söhne Eyvind (1913–1983) und Fridtjov (1909–1976) setzten die Zaubertradition des Vaters fort.
Im Norwegischen Museum der Zauberkunst wird an Bernadotte Nordenstam erinnert.